# سيمون ريتشاردسون (دراج)
سيمون ريتشاردسون (بالإنجليزية: Simon Richardson)‏ هو دراج بريطاني، ولد في 10 نوفمبر 1966 في بورثكاول ‏ في المملكة المتحدة.